# 고려말 화령부 호적관련고문서
고려말 화령부 호적관련고문서(高麗末和寧府戶籍關聯古文書) 또는 이태조호적원본(李太祖戶籍原本)은 고려시대의 호적 문서이다. 
1969년 11월 7일 대한민국의 국보 제131호 고려말 화령부 호적관련문서(高麗末和寧府戶籍關聯文書)로 지정되었다가, 2010년 8월 25일 현재의 명칭으로 변경되었다.

## 개요
《고려말 화령부 호적관련고문서》는 고려 공양왕 2년(1390)에 호주 이성계 (1335∼1408)의 명의로 그의 본향인 함경남도(咸鏡南道)
영흥(永興)에서 작성한 것이다. 이 호적은 원래의 길이가 56cm이고 여러 장을 이어 총 길이가 3m 86cm가 되는 장권의 문서인데, 이를 족자형으로 꾸민 것이다. 그 첫째 폭은 공양왕 2년 12월에 화녕부(和寧府)에서 장적에 준하여 이성계에게 등급하여 준 문서로서, 그의 가족 및 내외 사조(四祖)는 기재되어 있지 않고 이성계의 공신호, 관직과 20구의 노비가 기록되어 있다.
둘째 쪽 이하는 1390년 8월 8일에 병마절도사의 출납에 있는 성적(成籍) 규식과 그에 의하여 작성한 장적편으로 되어 있다.
이 장적에는 30여호가 기재되어 있다.
이 성적규식은 이두를 써서 작성된 것인데, ≪고려사≫ 식화지 2호구조에도 실려있다. 이 자료는 고려말 양반의 호적체재와 성적 과정을 미루어 알 수 있는 귀중한 자료이며 역사적으로도 귀중한 사료에 해당한다.

## 같이 보기
- 진충귀 고신왕지 (이태조 삼 년 왕지)

## 참고 자료
- 고려말 화령부 호적관련고문서 - 국가유산청 국가유산포털
- 본 문서에는 서울특별시에서 지식공유 프로젝트를 통해 퍼블릭 도메인으로 공개한 저작물을 기초로 작성된 내용이 포함되어 있습니다.